# Absolute Hits Of The 70's
Absolute Hits Of The 70's er et dansk opsamlingsalbum udgivet i 1997 af EVA Records i serien af Absolute Hits Of-albums. Albummet er en dobbelt-cd bestående af nogle af de største hits fra 1970'erne.

## Spor

### Cd 1
1. KC and the Sunshine Band – "That's The Way (I Like It)"
2. Patrick Hernandez – "Born To Be Alive"
3. Donna Summer – "Hot Stuff"
4. Hot Chocolate – "You Sexy Thing"
5. Alicia Bridges – "I Love The Nightlife"
6. Hues Corporation – "Rock The Boat"
7. Baccara – "Yes Sir, I Can Boogie"
8. Boney M – "Rivers Of Babylon"
9. Gloria Gaynor – "I Will Survive"
10. Lipps Inc – "Funky Town"
11. Sister Sledge – "We Are Family"
12. Chic – "Good Times"
13. George McCrae – "Rock Your Baby"
14. Harpo – "Moviestar"
15. The Drifters – "Kissin' In The Back Row Of The Movies"
16. The Rubettes – "Sugar Baby Love"

### Cd 2
1. Eric Carmen – "All By Myself"
2. Slade – "Far Far Away"
3. Ike & Tina Turner – "Nutbush City Limits"
4. Sparks – "This Town Ain't Big Enough For Both Of Us"
5. Smokie – "Living Next Door To Alice"
6. Racey – "Some Girls"
7. Sweet – "Funny Funny"
8. Bay City Rollers – "I Only Want To Be With You"
9. Harry Nilsson – "Everybody's Talkin'"
10. Steve Miller Band – "The Joker"
11. Dr. Hook & The Medicine Show – "Sylvia's Mother"
12. Rod Stewart – "Maggie May"
13. 10cc – "I'm Not In Love"
14. Terry Jacks – "Seasons In The Sun"
15. Cliff Richard – "We Don't Talk Anymore"
16. Mike Oldfield – "Tubular Bells" (single edit)